# Quintana del Marco
Quintana del Marco é um município da Espanha na província de León, comunidade autónoma de Castela e Leão, de área 23,25 km² com população de 516 habitantes (2004) e densidade populacional de 22,19 hab/km².

## Demografia
| Variação demográfica do município entre 1991 e 2004 | Variação demográfica do município entre 1991 e 2004 | Variação demográfica do município entre 1991 e 2004 | Variação demográfica do município entre 1991 e 2004 |
| --------------------------------------------------- | --------------------------------------------------- | --------------------------------------------------- | --------------------------------------------------- |
| 1991                                                | 1996                                                | 2001                                                | 2004                                                |
| 677                                                 | 580                                                 | 539                                                 | 516                                                 |